# Marie Rivier

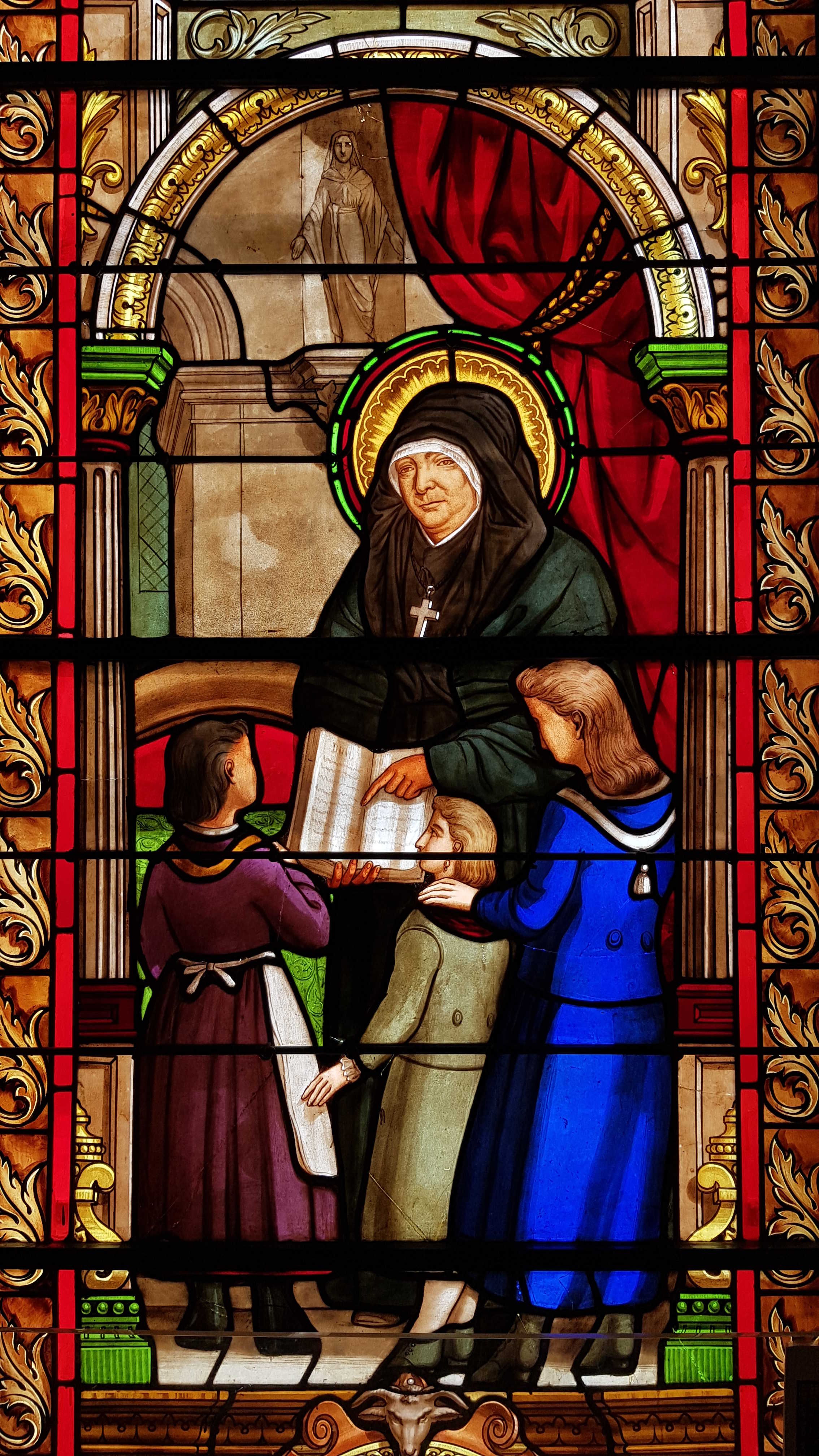
Mutter Marie Rivier

Marie Rivier (* 19. Dezember 1768 in Montpezat-sous-Bauzon, Frankreich; † 3. Februar 1838 in Bourg-Saint-Andéol, Frankreich) war eine römisch-katholische Ordensschwester und Gründerin der Kongregation der Schwestern von der Darstellung Mariens (Congregationis a Praesentatione B.M.V.). Am 15. Mai 2022 wurde sie von Papst Franziskus heiliggesprochen. Ihr Gedenktag in der Liturgie ist der 3. Februar.

## Leben
Marie Rivier wurde am 19. Dezember 1768 in Montpezat-sous-Bauzon geboren. Im Jahr 1770 fiel die kleine Marie im Alter von knapp 16 Monaten aus dem Bett und verletzte sich dabei so schwer, dass sie nicht mehr stehen und gehen konnte. Nur mit Mühe konnte sie sich auf dem Boden oder mit Krücken fortbewegen, sie war von schwacher Gesundheit und entwickelte sich körperlich nur langsam. Ihre Mutter war eine Frau mit großem Glauben und wandte sich täglich an die Gottesmutter mit der Bitte um Heilung für ihre Tochter. Oft besuchte sie mit Marie eine Darstellung der Pietà in einer nahen Kapelle, um dort stundenlang zu beten und zu meditieren. Am 8. September 1774 konnte Marie auf wunderbare Weise wieder mit den Krücken gehen und sich bald auch ohne sie fortbewegen. Aus Dankbarkeit über ihre Heilung widmete Marie sich nun dem Apostolat unter den Mädchen ihres Alters und dem Besuch von Armen.
Als Marie auf die Erstkommunion vorbereitet wurde, erkannte sie ihre Berufung zu einem gottgeweihten Leben. Ihre Mutter brachte sie 1780 gemeinsam mit einer älteren Schwester in ein Internat bei den Schwestern von Notre Dame in Pradelles. Marie war zu dem Zeitpunkt zwölf Jahre alt, sah aber viel jünger aus. Nach Abschluss der Schule bat sie um Aufnahme in das Kloster. Die Aufnahme wurde ihr allerdings aufgrund ihrer schwachen körperlichen Konstitution verweigert.

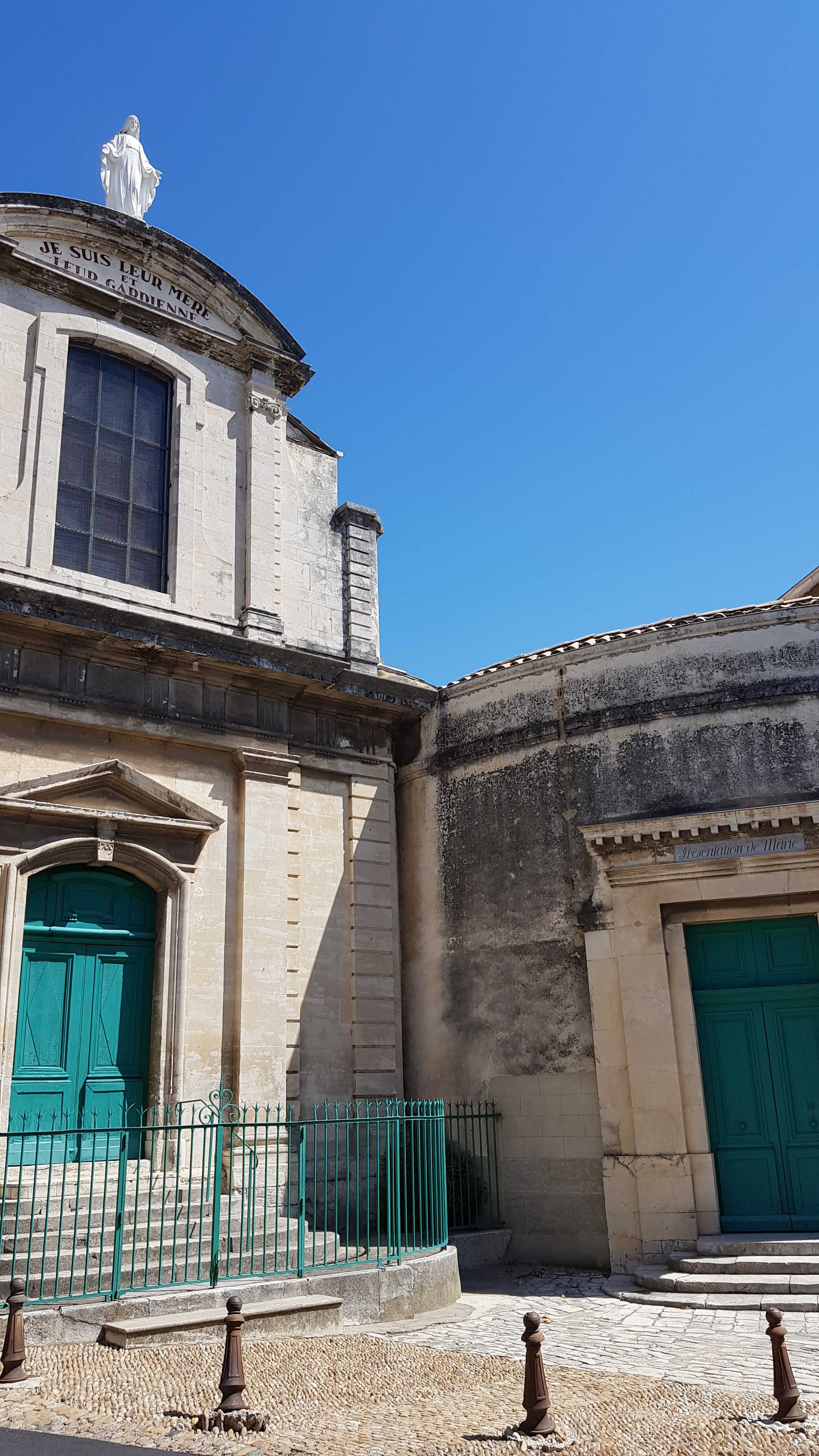
Kapelle des Mutterhauses in Bourg-Saint-Andéol

Marie kehrte in ihren Heimatort zurück und erhielt im Jahre 1786 mit 18 Jahren die Erlaubnis zur Eröffnung einer Schule. Neben ihrer Arbeit als Lehrerin engagierte sie sich auch im Dritten Orden des hl. Dominikus und des hl. Franziskus, kümmerte sich um die Jugend, besuchte die Kranken und die Bedürftigen. Durch den Ausbruch der Französischen Revolution wurde ihr Engagement allerdings sehr schwierig. Im Geheimen hielt sie Gottesdienste und Katechesen, da kein Priester mehr vor Ort war. 1794 musste Marie aber ihre Schule schließen. Sie verließ ihren Heimatort, um in das benachbarte Dorf Thueyts zu gehen. Dort sammelten sich bald einige gleichgesinnte junge Frauen um Marie. Am 21. November 1796, dem Fest der Darstellung Mariens im Tempel, weihten Marie und ihre vier Gefährtinnen mit Erlaubnis des Generalvikars sich und ihre Arbeit der Gottesmutter. Dies war die Geburtsstunde der neuen Kongregation der Schwestern von der Darstellung Mariens. Im Jahr darauf, wieder am 21. November, legten Marie und nun schon elf Gefährtinnen auf eine vom Sulpizianerpater Louis Pontanier verfasste Ordensregel ihre Gelübde ab.
Das Konkordat zwischen Frankreich und dem Heiligen Stuhl vom 15. Juli 1801 verbesserte die Situation der katholischen Kirche in Frankreich. Marie und ihre Schwestern konnten sich nun freier ihrem Engagement in der Schulbildung und der Sorge um die Armen widmen. 1803 eröffneten die Schwestern das erste Noviziat. In den Jahren zwischen 1802 und 1810 wurden 46 Konvente gegründet.
Das Gründungshaus in Thueyts wurde bald zu klein. Daher erwarb Marie 1815 in Bourg-Saint-Andéol an der Rhone ein ehemaliges Kloster der Heimsuchungsschwestern. Daraus wurde dann das Mutterhaus der Kongregation. Im Jahr 1820 war die Kongregation bereits in acht Diözesen Frankreichs vertreten und zählte gut 88 Häuser. Mutter Marie Rivier besuchte immer wieder die Häuser und konnte nur durch das Schwinden ihrer physischen Kräfte gebremst werden.
1837/1838 verschlechterte sich ihr Gesundheitszustand immer mehr. Am Morgen des 2. Februar 1838, dem Fest der Darstellung Jesu im Tempel, stellte sich eine vorübergehende Besserung ein. Doch am 3. Februar 1838, gegen halb fünf, starb Maria Rivier in Bourg-Saint-Andéol, während sie sich an ihrem Platz in ihrem Büro befand, von wo aus sie die Kongregation bis zum letzten Tag geleitet hatte.
Maria Rivier hinterließ 350 Schwestern, verstreut über etwa 15 Diözesen. In 42 Jahren hatte sie 141 Häuser der Darstellung Mariens gegründet. Sie wurde im Mutterhaus in Bourg-Saint-Andéol begraben.
Der Schrein mit ihren Reliquien befindet sich heute unter dem Altar der Kapelle des Mutterhauses.

## Selig- und Heiligsprechung

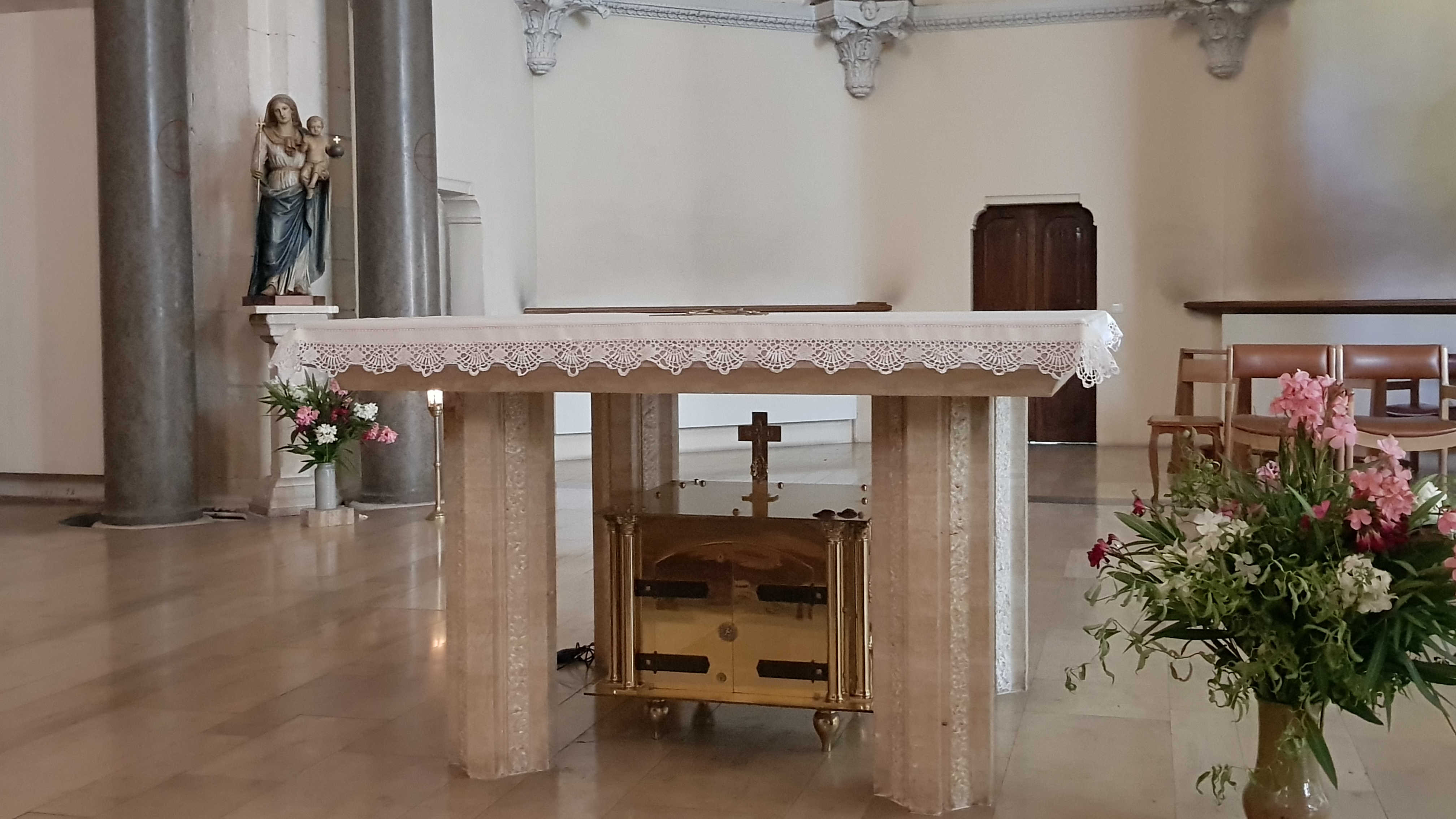
Reliquienschrein in der Kapelle des Mutterhauses

Am 12. Mai 1853 wurde unter Papst Pius IX. der Seligsprechungsprozess für Mutter Marie Rivier eröffnet. Papst Leo XIII. (1878–1903) erkannte ihr den heroischen Tugendgrad zu und verlieh ihr den Titel „Ehrwürdige Dienerin Gottes“. Am 23. Mai 1982 sprach Papst Johannes Paul II. sie auf dem Petersplatz in Rom selig.
Im darauf folgenden Heiligsprechungsverfahren erkannte Papst Franziskus am 13. Dezember 2021 ein ihrer Fürsprache zugeschriebenes Wunder als letzte Voraussetzung für die Heiligsprechung an. Die Heiligsprechung wurde am 4. März 2022 in einem öffentlichen Konsistorium dekretiert, und die feierliche Aufnahme in das Heiligenverzeichnis fand am 15. Mai 2022 statt.

## Gedenktag
Der liturgische Gedenktag ist der 3. Februar, ihr Todestag.